# Жанна Демессьє
Жанна Демессьє (фр. Jeanne Demessieux; 13 лютого 1921, Монпельє — 11 листопада 1968, Париж) — французька органістка, піаністка, композиторка, музична педагогиня. Вважається однією з видатних органістів-віртуозів XX століття.

## Біографія і творчість
Жанна Демессьє народилася в Монпельє в 1921 році. Вона рано почала вчитися музиці; першою її вчителькою фортеп'яно була старша сестра. У семирічному віці вона стала ученицею консерваторії в Монпельє і проявила очевидні здібності до музики. Коли їй виповнилося 11, сім'я переїхала в Париж, щоб Жанна могла продовжити свою музичну освіту. Вона вступила до Паризької консерваторії, де навчалася гри на фортеп'яно у Сімона Ріра (фр. Simon Riera) і Магди Тальяферро, гармонії у Жана Галлона, контрапункту і фуги у Ноеля Галлона і композиції у Анрі Бюссе. Протягом навчання вона неодноразово отримувала перші нагороди за гармонію, фортеп'яно, контрапункт і органну імпровізацію.
У 1933, у 12 років, Жанна Демессьє стала титулярною (головною) органісткою паризької церкви Сент-Еспрі і займала цю посаду аж до 1962 року. У 1936 році вона зустрілася з Марселем Дюпре, і її гра справила таке враження на 50-річного композитора, що він вирішив самостійно зайнятися її подальшою музичною освітою. Дюпре високо цінував талант Демессьє і вважав її своєю спадкоємицею аж до їх розбрату в 1945 році.
Дебют Демессьє як концертуючої солістки відбувся в 1946 році з серією із 12-ти концертів в паризькому залі Плеєль. У наступні роки вона дала близько 700 концертів в Європі і Америці, завжди граючи виключно напам'ять. Про неї писали, що вона знає напам'ять близько 2500 творів Баха, Мендельсона, Ліста, Франка і Дюпре.
З 1952 року Жанна Демессьє викладала в Льєзькій консерваторії; вона також була викладачкою консерваторій в Нансі і в Гарлемі. У 1962 році Демессьє змінила Едуара Міньяна на посаді титулярного органіста церкви Мадлен і займала цю посаду аж до своєї смерті.
Жанна Демессьє померла від раку 11 листопада 1968 року у віці 47 років. В останні роки вона працювала над записом повного зібрання творів Мессіана, але проєкт залишився незавершеним.
Спадщина Демессьє як композиторки складає близько 30 творів. Цікаво, що лише 8 з них написані для органу. Органні твори Демессьє написані для виконання і припускають виключно високий рівень віртуозності виконавця, в тому числі у використанні педалей (Мессіан з цього приводу зауважив, що Демессьє вимагає від ніг того ж, що Шопен вимагає від рук). Серед інших творів Жанни Демессьє — пісні, фортеп'янні та оркестрові п'єси, а також ораторія.